# Liste der Biografien/Eny
Liste der Biografien |
Portal Biografien |
Personensuche
# |
A |
B |
C |
D |
E |
F |
G |
H |
I |
J |
K |
L |
M |
N |
O |
P |
Q |
R |
S |
T |
U |
V |
W |
X |
Y |
Z |
?
 
Ea |
Eb |
Ec |
Ed |
Ee |
Ef |
Eg |
Eh |
Ei |
Ej |
Ek |
El |
Em |
En |
Eo |
Ep |
Eq |
Er |
Es |
Et |
Eu |
Ev |
Ew |
Ex |
Ey |
Ez
 
Ena |
Enb |
Enc |
End |
Ene |
Enf |
Eng |
Enh |
Eni |
Enj |
Enk |
Enl |
Enm |
Enn |
Eno |
Enq |
Enr |
Ens |
Ent |
Enu |
Env |
Enw |
Enx |
Eny |
Enz
Die Liste der Biografien führt alle Personen auf, die in der deutschsprachigen Wikipedia einen Artikel haben. Dieses ist eine Teilliste mit 12 Einträgen von Personen, deren Namen mit den Buchstaben „Eny“ beginnt.

## Eny

### Enya
- Enya (* 1961), irische New-Age-Musikerin, Sängerin und Songwriterin
- Enyart, William (* 1949), US-amerikanischer Politiker

### Enye
- Enyeama, Vincent (* 1982), nigerianischer Fußballspieler
- Enyeart, Carter, US-amerikanischer Cellist, Kammermusiker und Musikpädagoge
- Enyeart, James L. (* 1943), US-amerikanischer Fotograf, Wissenschaftler und Museumsdirektor
- Enyeart, Mark (* 1953), US-amerikanischer Mittelstreckenläufer
- Enyeart, Michelle (* 1988), US-amerikanische Fußballspielerin
- Enyedi, György (1555–1597), Theologe und Leiter der Unitarischen Kirche in Siebenbürgen
- Enyedi, Ildikó (* 1955), ungarische Filmregisseurin und DrehbuchautorinIldikó Enyedi (* 1955)

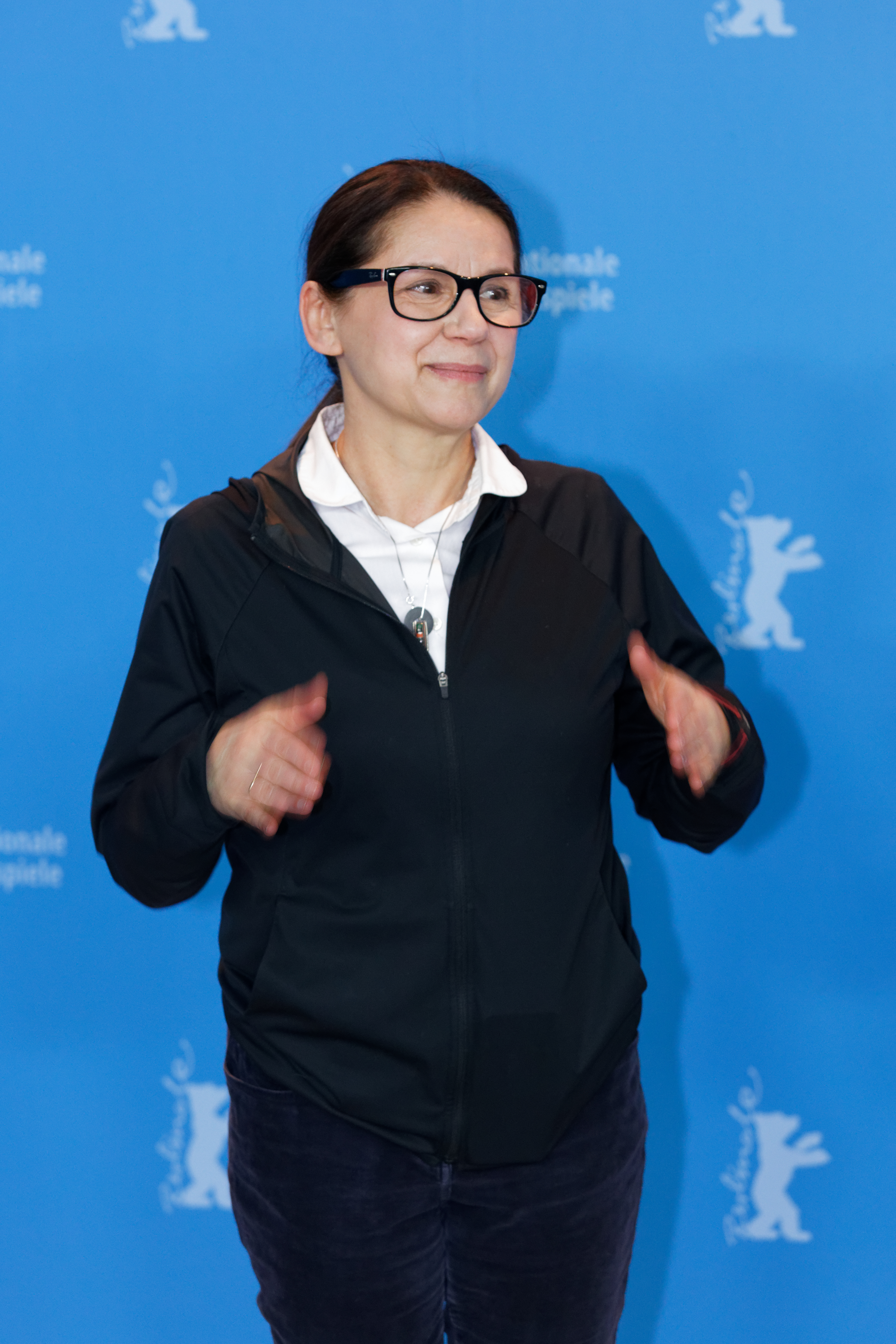
Ildikó Enyedi (* 1955)

- Enyedi, János (1937–2017), deutsch-ungarischer Maler und Bildhauer

### Enyi
- Enyingi, Patrik Simon (* 2001), ungarischer Sprinter

### Enyu
- En’yū (959–991), 64. Tennō von Japan